# トラベレックス
トラベレックスは、ロンドンにグループ本部を置く外国為替会社である。イギリス国内をはじめ世界中に事務所を構える。

## 業務内容
トラベレックスは外国為替の専門企業であり、オンライン旅費送金為替および空港や港湾における外貨両替所で国際的に知られる。外国通貨、プリペイド通貨カード、国際決済、旅行支援サービス、および大量の銀行券（紙幣）の提供を行っている。
主な業務は、グローバル決済、小売、アウトソーシングの3つである。
グローバル決済（Global Business Payments）：国境を跨いだ商用決済サービスを行う国際的な非銀行事業。複数通貨スポット契約、先物契約、オプション取引を含む商品によって、法人および個人の顧客に対して国際決済サービスを提供している。グローバル決済部門は、2007年に買収したルーシュ・インターナショナル（Ruesch International）とトラベレックスの商用外国為替部門との合併によって設立された。
小売り（Retail）：主として空港や旅行者の立ち寄り先にある700以上の営業窓口、および各国ウェブサイト（例えば英国サイト）において、旅費のオンライン送金為替サービスを提供している。銀行券、トラベラーズ・チェック、プリペイド通貨カード、およびその他の旅費サービスを、商用および行楽目的の個人旅行者に対して販売している。
アウトソーシング（Outsourcing）：金融機関や旅行代理店への外貨供給、顧客の各送金為替の履行による旅費アウトソーシング・サービスを提供している。製品およびサービスには、外国通貨、卸銀行券充足、動的通貨換算、そしてトラベレックスのプリペイド通貨カードであるキャッシュ・パスポートの発行、および保険証券の販売が含まれる。
トラベレックスは、英国、ヨーロッパ、中東、インドとアフリカ（EMEA）、南北アメリカとアジア・パシフィックの4地域で子会社・支店を運営している。

## サービス
トラベレックスの主業務は、自身の顧客である旅行者のための銀行、旅行会社、およびその他の機関に対する旅費サービスの供給である。これらのサービスには、遠隔地送金サービスから証券、旅費の事前準備、そして外貨交換所（Bureau de Change）の設置準備までが含まれる。
トラベレックスは、マスターカードクレジットカードと同じ手順、同じ場所で使用可能なプリペイド通貨カードである「キャッシュ・パスポート」（Cash Passport）を提供している。クレジットカードとの違いは、利用者の決めた購入額が限度額となる、という点である。これらは外国旅行者や外国出張者、学生に人気で、報酬プログラムでも利用されている。

## 為替レート
為替レートは常に変動する。トラベレックス・プリペイド通貨カード（キャッシュ・パスポート）は、為替レートの変動を避けるため、事前に入金される。トラベレックスはまた、英国およびオーストラリアにおいて、オンライン購入用の最良価格保証を提供している。顧客が旅に持たずに残したお金がある場合は"トラベレックス・レート・アドバンテージ"（Travelex Rate Advantage）を購入することができる。残してきたお金を追加手数料なしでその日の最良の為替レートで換金することができる。

## 賞
トラベレックスは  1995年から2000年まで「トラベレックス・トラベル・ライターズ・アワーズ」（Travelex Travel Writers' Awards）として知られる旅するジャーナリストに対する年間賞のスポンサーだった。その表彰式はロンドンの国会議事堂で開かれ、受賞は名誉なことであると考えられていた。これはエントリーが匿名で行われ評価は独立して行われていたためでもある。トラベレックスはまた、ロンドンの国立劇場の公式スポンサーでもある。